# Edifici de les Forces Hidroelèctriques del Segre
L'Edifici de les Forces Hidroelèctriques del Segre és una obra del municipi de Manresa (Bages) protegida com a bé cultural d'interès local.

## Descripció
Edifici Industrial formant part de la trama urbana. Antiga fàbrica tèxtil. Conjunt d'edificis vestits en diferents èpoques. Destaca el cos d'accés entre mitgeres amb façana el carrer Llussà, de planta quadrada amb l'eix de simetria. A un costat hi ha la caixa d'escala. Façanes de totxo vist amb junta seca. Obertures en arc rodó, de totxo col·locat a plec de llibre. Impostes i trencaaigües també de totxo. Remat amb cornisa i baranes. Xemeneia de totxo.